# Team UK Youth
Das Team UK Youth war ein britisches Radsportteam mit Sitz in Bristol.
Die Mannschaft wurde 2012 gegründet und nahm als Continental Team an den UCI Continental Circuits teil. Manager war zuletzt David Povall, der von dem Sportlichen Leiter Jamie Scott unterstützt wurde. Ende der Saison 2013 wurde die Mannschaft aufgelöst.

## Saison 2013

### Erfolge in der UCI Europe Tour
| Datum       | Rennen                                     | Kat. | Sieger             |
| ----------- | ------------------------------------------ | ---- | ------------------ |
| 21. April   | Rutland-Melton International CiCLE Classic | 1.2  | Ian Wilkinson      |
| 19.–26. Mai | Gesamtwertung An Post Rás                  | 2.2  | Marcin Białobłocki |

### Abgänge – Zugänge
| Zugänge            | Team 2012              | Abgänge              | Team 2013                  |
| ------------------ | ---------------------- | -------------------- | -------------------------- |
| Jonathan Mould     | An Post-Sean Kelly     | Christofer Stevenson | Concordia Forsikring-Riwal |
| Robert Partridge   | Endura Racing          | Magnus Bäckstedt     | MG-Maxifuel                |
| Ian Wilkinson      | Endura Racing          | Fredrik Johansson    | Unbekannt                  |
| Marcin Białobłocki | Node 4-Giordana Racing | Gruffudd Lewis       | Unbekannt                  |
| Tobyn Horton       | Team Raleigh-GAC       | David McGowan        | Unbekannt                  |
| Joshua Hunt        | Neoprofi               | James Stewart        | Unbekannt                  |

### Mannschaft
| Name               | Geburtstag         | Nationalität           | Team 2014              |
| ------------------ | ------------------ | ---------------------- | ---------------------- |
| Yanto Barker       | 6. Januar 1980     | Vereinigtes Königreich | Raleigh-GAC            |
| Marcin Białobłocki | 2. September 1983  | Polen                  | Giordana Racing Team   |
| Niklas Gustavsson  | 28. Januar 1989    | Schweden               | FireFighters Upsala CK |
| Tobyn Horton       | 7. Oktober 1986    | Vereinigtes Königreich | Madison Genesis        |
| Joshua Hunt        | 3. April 1991      | Vereinigtes Königreich | Team NFTO              |
| James Lowsley      | 12. Januar 1992    | Vereinigtes Königreich | Team NFTO              |
| Greg Mansell       | 8. November 1987   | Vereinigtes Königreich | Team NFTO              |
| Jonathan Mould     | 4. April 1991      | Vereinigtes Königreich | Team NFTO              |
| Chris Opie         | 22. Juli 1987      | Vereinigtes Königreich | Rapha Condor JLT       |
| Robert Partridge   | 11. September 1985 | Vereinigtes Königreich | Giordana Racing Team   |
| Richard Tanguy     | 18. Dezember 1986  | Vereinigtes Königreich | ES Torigni             |
| Ian Wilkinson      | 14. April 1979     | Vereinigtes Königreich | Raleigh-GAC            |

## Platzierungen in UCI-Ranglisten
UCI Europe Tour
| Saison | Mannschaftswertung | Fahrerwertung               |
| ------ | ------------------ | --------------------------- |
| 2012   | 95.                | Christofer Stevenson (350.) |
| 2013   | 66.                | Marcin Białobłocki (192.)   |